# Arbres à L'Estaque (Braque)
Pour les articles homonymes, voir Arbres à L'Estaque.
Arbres à L'Estaque est un tableau peint par Georges Braque en 1908. Cette huile sur toile cubiste représente des arbres à L'Estaque. Elle est conservée au Statens Museum for Kunst, à Copenhague.

## Expositions
- Le Cubisme, Centre national d'art et de culture Georges-Pompidou, Paris, 2018-2019.